# Safiya Hussaini
Safiya Hussaini Tungar Tudu (Nigéria, 1967) é uma escritora nigeriana que foi condenada à morte por adultério em 2002. Por ter dado à luz uma criança sem estar casada, foi condenada a apedrejamento em Socoto, estado nigeriano onde vigora a lei Xaria, mas um novo julgamento, em março de 2002, absolveu-a de todas as acusações. Com base na sua experiência, escreveu o livro Eu, Safiya.

## Biografia
Safiya foi condenada à morte por apedrejamento em outubro de 2001 por, supostamente, ter um filho com um vizinho casado estando ela própria divorciada. Relatou que foi vítima de estupros repetidos por um homem que o tribunal local absolveu por falta de provas. Durante o julgamento, Safiya não teve representação legal nem foi informada dos seus direitos. O tribunal de Sokoto rejeitou o seu testemunho e condenou-a em 12 de outubro de 2001.
O veredicto foi amplamente condenado e apareceram petições e campanhas internacionais para a libertar. Halima Abdullahi, diretora da organização não governamental Help Eliminate Loneliness and Poverty (HELP), também criticou o veredicto. Em comunicado, disse que a decisão do tribunal foi um «constrangimento total» para a maioria dos muçulmanos nigerianos. O grupo argumentou que o julgamento continha erros, porque Safiya foi acusada de adultério ao invés de fornicação, por ser divorciada. Além disso, as quatro testemunhas estipuladas pela lei islâmica não compareceram ao julgamento. Halima afirmou que o veredicto foi aprovado porque Safiya vinha de uma classe desfavorecida. Ao descrever o veredicto como «discriminação de gênero da mais alta ordem», o grupo pediu ao governador Attahiru Bafarawa que interviesse para salvar a vida de Safiya.
Safiya Hussaini apelou. Os seus advogados argumentaram que o ex-marido era o pai de sua filha Adama, de um ano, e que a testemunha havia feito sua declaração original sob coação. Argumentaram ainda que o alegado ato de adultério ocorreu antes de a lei sharia ser implementada no estado. A lei Full Sharia foi estabelecida em Sokoto em junho de 2000, um mês depois de a pequena Adama ser concebida. Safiya foi defendida pela advogada nigeriana de direitos humanos Hauwa Ibrahim.
Safiya disse também ao repórter Okorie Uguru que a gravidez resultara de estupro.
Safiya ganhou o apelo em 25 de março de 2002 e o caso foi arquivado. O Tribunal de Apelação de Sokoto concluiu que a sentença de morte, originalmente proferida por um tribunal islâmico da Sharia em outubro, era infundada. O tribunal decidiu que as provisões de adultério da lei Sharia de Sokoto não poderiam ser usadas contra Safiya, pois o alegado adultério deveria ter ocorrido antes da introdução da lei Sharia em Sokoto. Acresce que a gravidez não era suficiente como prova.

## Legado
A situação de Safiya foi posteriormente registrada no livro Eu, Safiya (2004).
18 anos depois, Safiya disse que perdoava aos seus algozes.